# Pete Souza

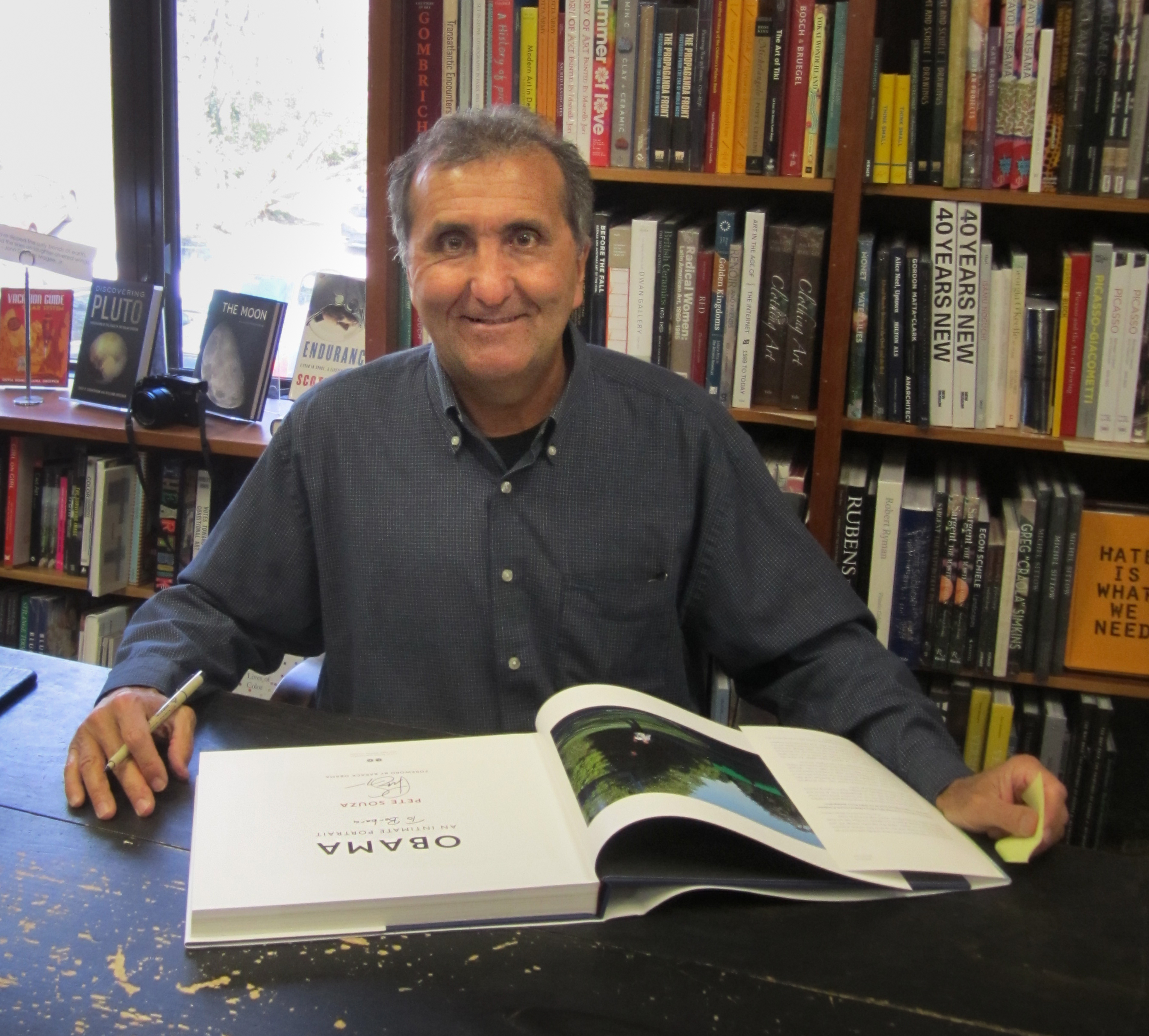
Pete Souza (2018)

Pete Souza (* 31. Dezember 1954 in New Bedford, Massachusetts) ist ein US-amerikanischer Fotojournalist portugiesischer Abstammung und ehemaliger Cheffotograf des Weißen Hauses. Er begann als Fotograf des US-Präsidenten Ronald Reagan und arbeitete danach für Barack Obama.

## Leben
Souzas vier Großeltern emigrierten von den Azoren Anfang des 20. Jahrhunderts in die USA. Souza wuchs in Dartmouth (Bristol County, Massachusetts) auf.
Er studierte Kommunikationswissenschaften an der Boston University und erwarb einen Master mit den Schwerpunkten Journalismus und Massenmedien an der Kansas State University. Während der Präsidentschaft Ronald Reagans begleitete er ihn von Juni 1983 bis 1989 als Cheffotograf.
Er arbeitete für die Chicago Tribune sowie als freier Fotojournalist für den National Geographic und das Life Magazine. Zu Beginn des Afghanistankrieges gehörte er zu den ersten Journalisten, die vom Fall Kabuls von dort berichteten. Während der Beisetzung von Ronald Reagan im Juni 2004 war er offizieller Fotograf.
Pete Souza begleitete Barack Obama fotodokumentarisch bereits seit 2005, als dieser im Januar US-Senator für den Bundesstaat Illinois wurde. Unter anderem folgte er ihm auf seinen Reisen durch mehrere Länder und skizzierte ihn in seinem politischen Aufstieg. Mit der Wahl Obamas zum Präsidenten wurde er zum Cheffotografen des Weißen Hauses ernannt. Als solcher schoss er am 13. Januar 2009 das erste offizielle Präsidentenporträt, das mit einer Digitalkamera erstellt wurde. Zu den bekanntesten von Souzas Fotos der Präsidentschaft Obamas gehört Situation Room, das den Präsidenten zusammen mit Mitgliedern seines Sicherheitsteams während der Militäroperation Neptune Spear zeigt, bei der Osama bin Laden getötet wurde. Souzas Anstellung endete mit der Amtseinführung von Donald Trump. Seine Nachfolgerin unter Trump wurde Shealah Craighead.

## Werke (Auswahl)
- Images of Greatness: An Intimate Look at the Presidency of Ronald Reagan. Chicago, Triumph Books 2004, ISBN 978-1-57243-701-2.
- The Rise of Barack Obama. Chicago, Triumph Books 2008, ISBN 978-1-60078-163-6.
- Barack Obama. Bilder einer Ära, deutsch von Cornelius Hartz, Prestel Verlag, München u. a. 2018, ISBN 978-3-7913-8433-7.

## Filme
- Obama hautnah – Unterwegs mit dem Präsidenten. Dokumentation, 44 Min., USA, 2010.